# Les Deux-Villes
Les Deux-Villes è un comune francese di 266 abitanti situato nel dipartimento delle Ardenne nella regione Grand Est.

## Società

### Evoluzione demografica
Abitanti censiti